# Mechelingatan

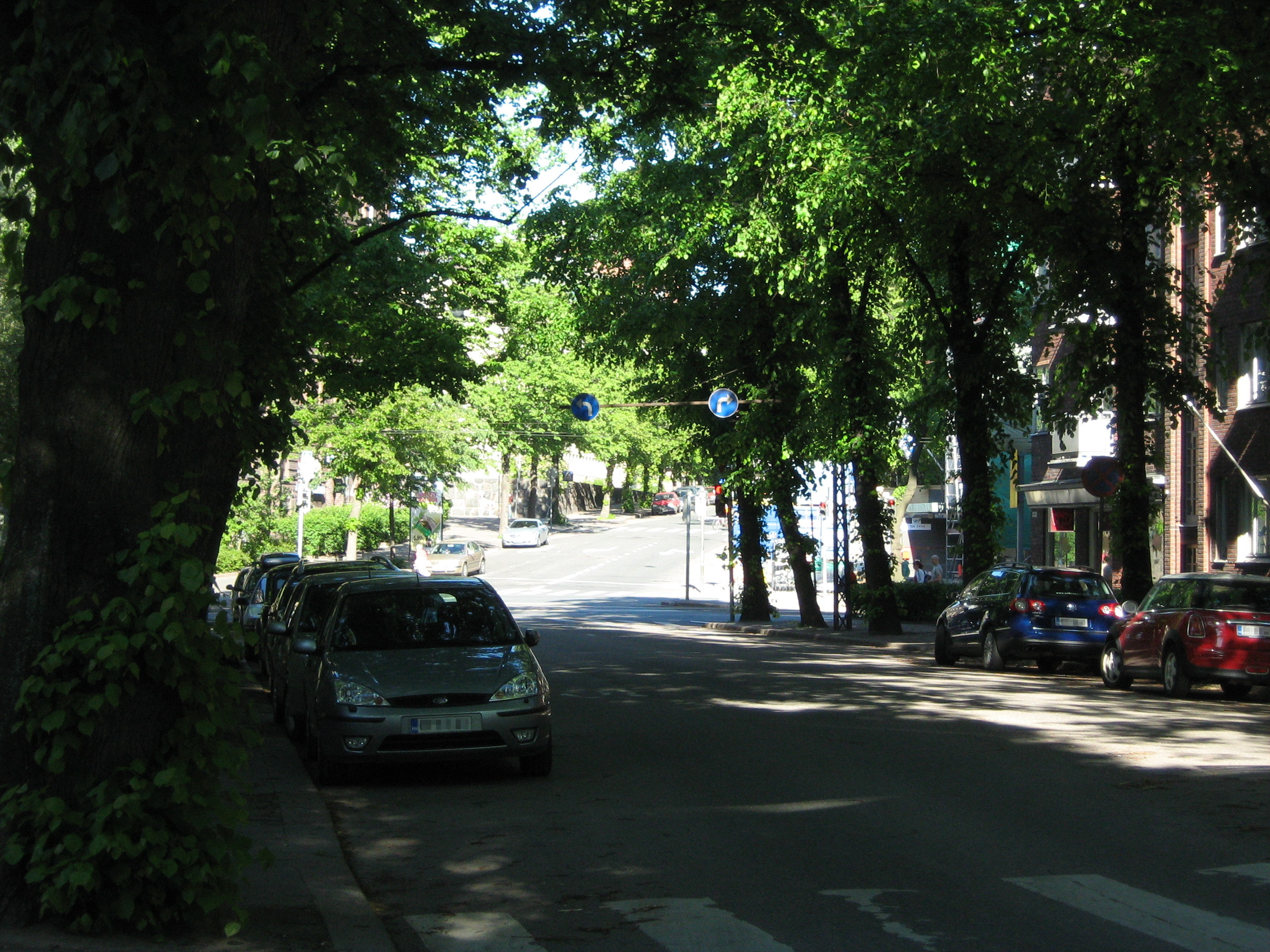
Mechelingatan möter Arkadiagatan i Främre Tölö

Mechelingatan (finska: Mechelininkatu) är en gata i Tölö i Helsingfors. Gatan är bred och tätt trafikerad och sträcker sig från Gräsviken i söder till Bortre Tölö i norr. Sandudds begravningsplats ligger vid gatans södra del och i norr passerar gatan Sibeliusparken med Sibeliusmonumentet. 
Mechelingatan uppkallades 1917 efter Leo Mechelin. Tidigare var den en del av Nordenskiöldsgatan. Gatans södra ända fram till korsningen vid Sanduddsgatan bar tidigare namnet Kyrkogårdsgatan. Denna del blev dock Mechelingatan år 1954, då Maria sjukhus fick en tillbyggnad vid gatan och man ville avstå från det gamla namnet.

## Bildgalleri

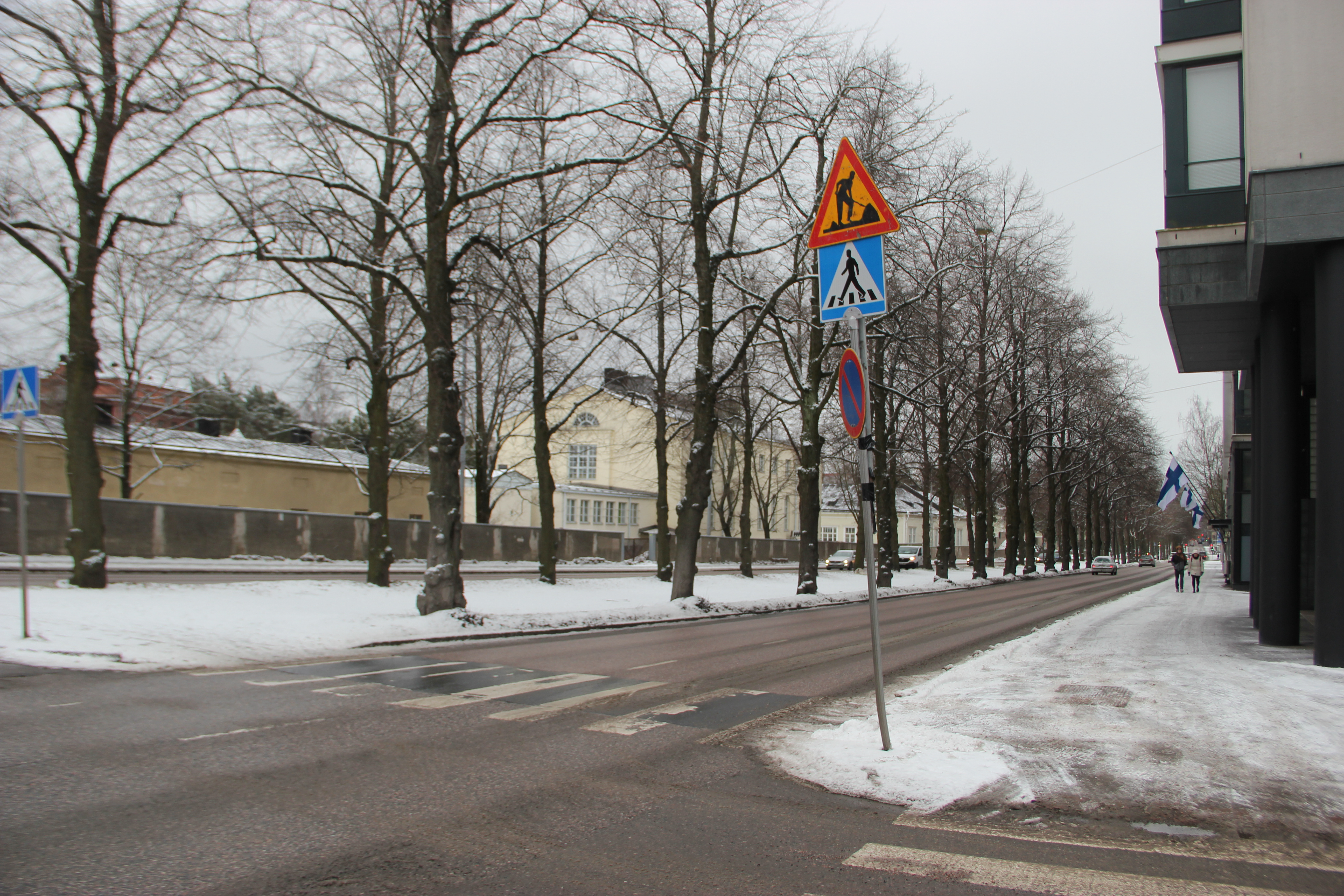
Lindar på Mechelingatan i februari 2017
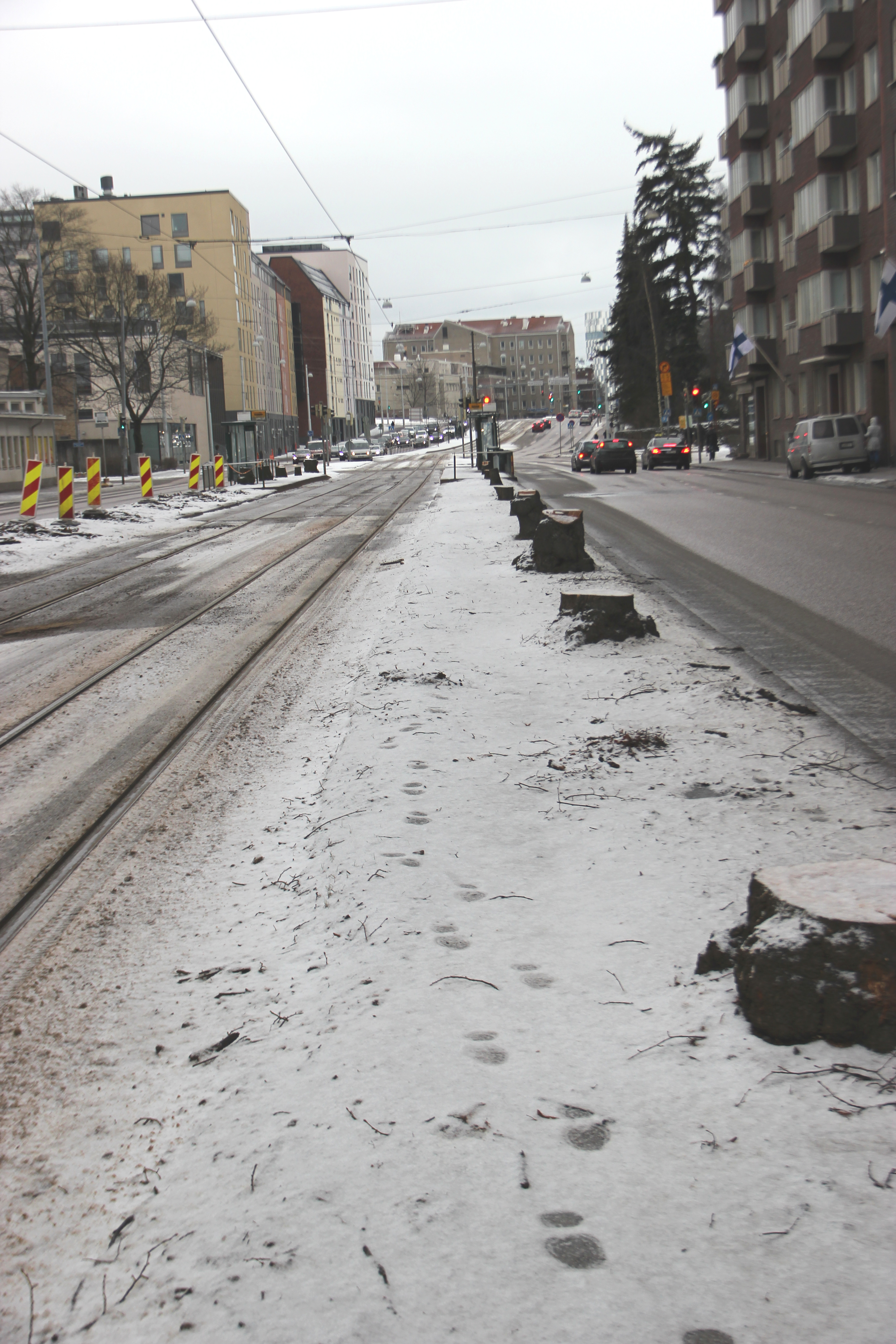
Stubbar på Mechelingatan i februari 2017
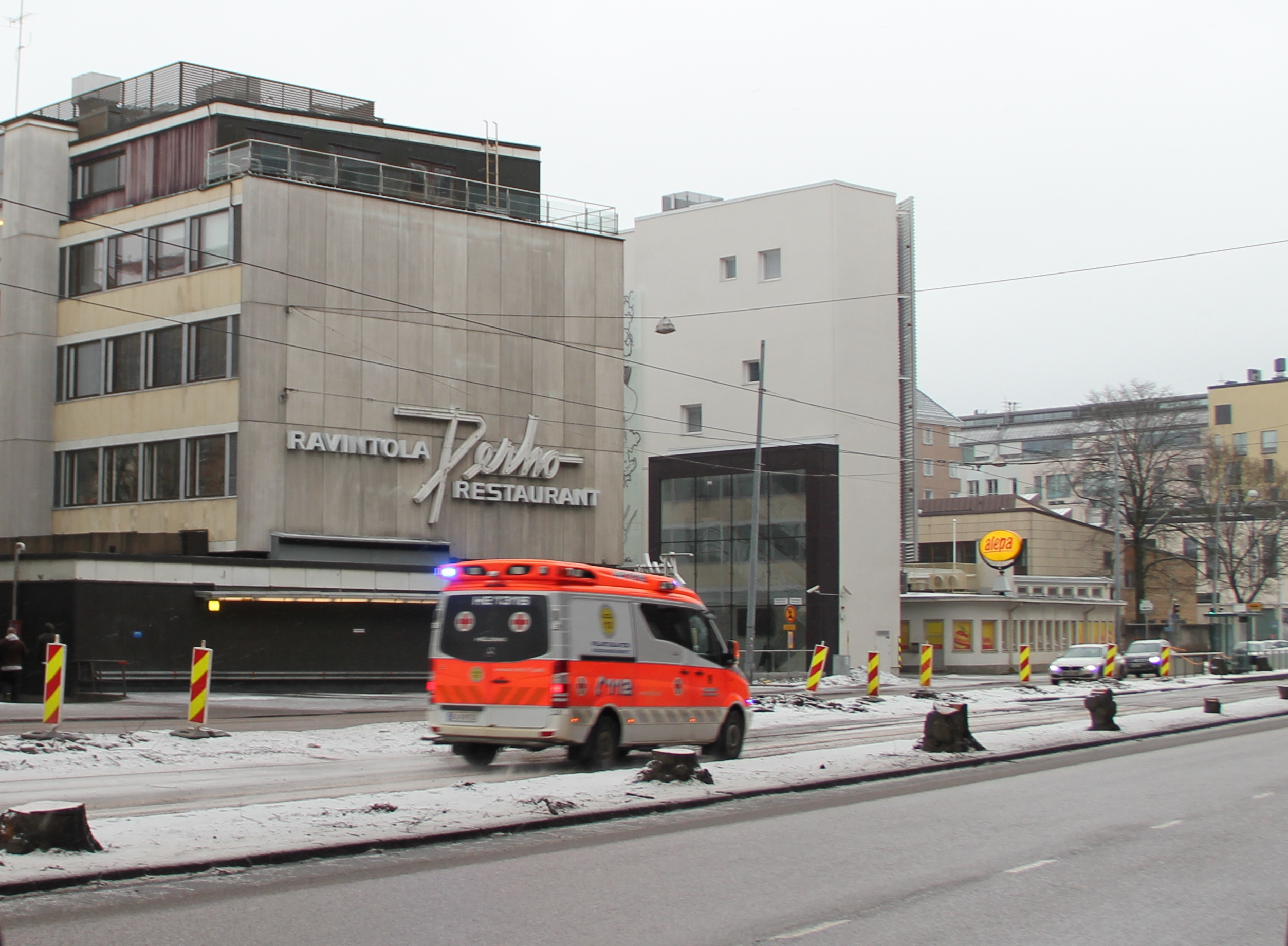
Stubbar på Mechelingatan i februari 2017